# 고기동성 대형 전술트럭

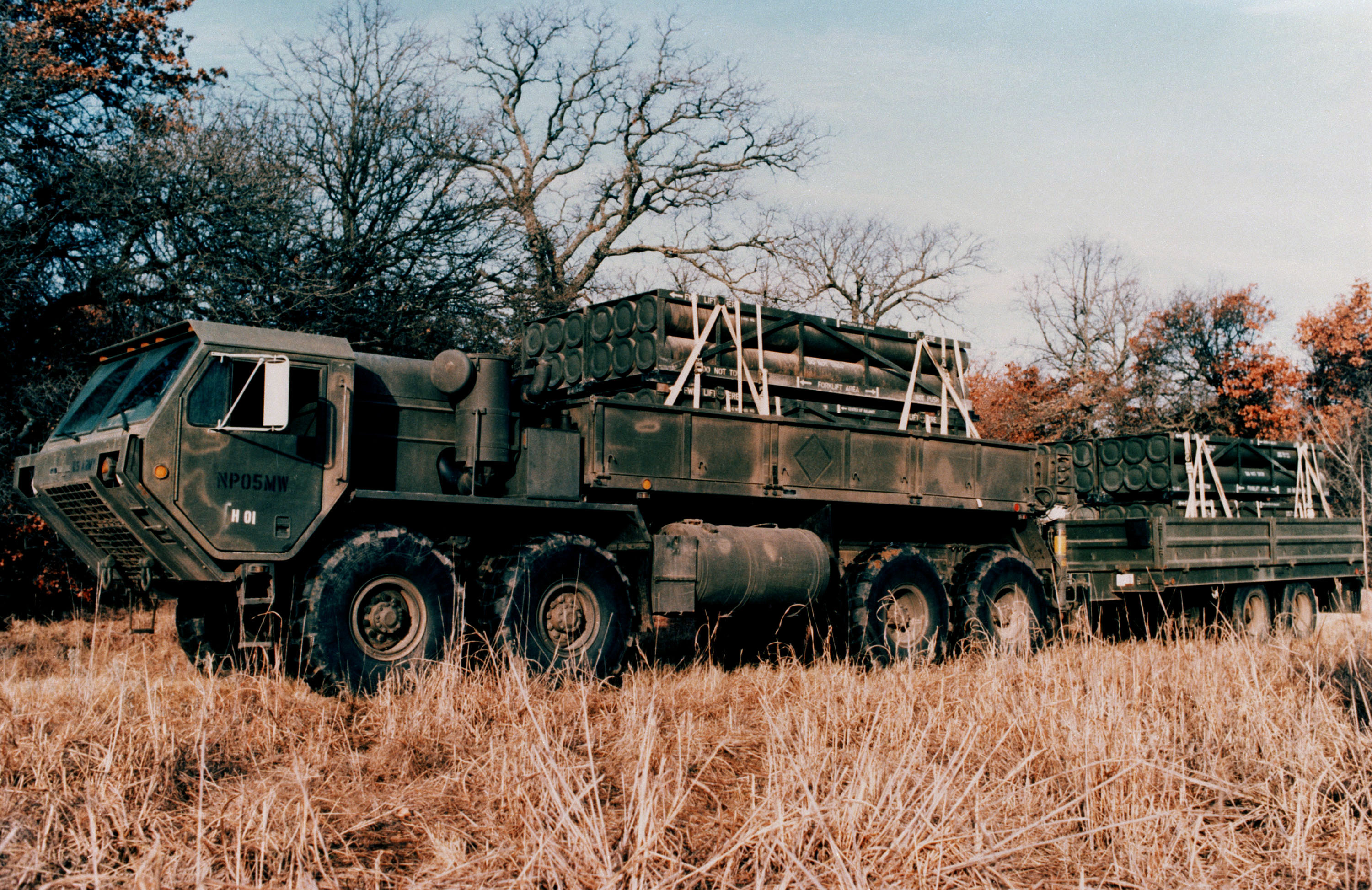
MLRS의 예비탄을 적재한 HEMTT 차량

고기동성 대형 전술트럭(Heavy Expanded Mobility Tactical Truck, HEMTT) 시리즈는 8x8 디젤 엔진으로 구동되며 야지에서 사용 가능한 미국의 군용차량이다. 이전에는 8x8 10톤 화물트럭으로 불렸으며, '용마차(Dragon wagon)'라는 별명이 붙여졌다. HEMTT 트럭은 1982년에 미국 육군에서 처음 사용되었는데, M520 고어(Goer)를 교체하기 위한 것이었다.

## 일반 제원
- 길이: 10.2m (M977, M978, M985), 10.0m (M984), 8.9m (M983)
- 폭: 2.6m
- 높이: 2.4m
- 무게: 32 t (M977, M978, M983), 34 t (M985), 49 t (M984)
- 속력: 89 km/h (통제시), 105 km/h (해제시)
- 이동거리: 480 km
- 도하가능 높이: 1.6 m
- 탑승: 4명